# Wielka Wieś (Zduńska Wola)
Pour les articles homonymes, voir Wielka Wieś.
Wielka Wieś est une localité polonaise de la gmina de Szadek, située dans le powiat de Zduńska Wola en voïvodie de Łódź.